# Gnila Lipa
El Gnila Lipa (en ucraniano: Гнила Липа, en  polaco Gniła Lipa) es un río que atraviesa Ucrania y desemboca en el Dniéster por la izquierda. El nombre significa «tilo podrido» tanto en polaco como en ucraniano.

## Geografía
En Gnila Lipa nace en la llanura de Volinia-Podolia y fluye en dirección norte-sur paralelo al Zolota Lipa. Tiene una longitud de 87 km y su cuenca cubre una superficie de 1320 km². Cruza las óblast de Leópolis y de Ivano-Frankivsk, en el oeste de Ucrania.
Atraviesa las localidades de Peremyshlyany (en la óblast de Leópolis) y Rohatyn, Burshtýn (en la óblast de Ivano-Frankivsk). Cerca de su desembocadura en el Dniéster, está represado en un embalse a la altura de la localidad de Burshtýn.